# Шміттен (Німеччина)
Шміттен (нім. Schmitten) — громада в Німеччині, знаходиться в землі Гессен. Підпорядковується адміністративному округу Дармштадт. Входить до складу району Верхній Таунус.
Площа — 36 км2. Населення становить 9443 ос. (станом на 31 грудня 2020).